# Mézayon
Der Mézayon ist ein Fluss in Frankreich, der im Département Ardèche in der Region Auvergne-Rhône-Alpes verläuft. Er entspringt im Regionalen Naturpark Monts d’Ardèche, an der Nordostflanke des Gipfels Le Roc de Gourdon (1061 m), im Gemeindegebiet von Pourchères, entwässert generell in östlicher Richtung und mündet nach rund 14 Kilometern an der Gemeindegrenze von Coux und Privas als linker Nebenfluss in die Ouvèze.

## Orte am Fluss
- Pourchères
- Privas